# Prinz-Georg-Straße
Die Prinz-Georg-Straße ist eine Straße im Düsseldorfer Stadtteil Pempelfort.

## Geschichte und Beschreibung
1888 wurde die Prinz-Georg-Straße in Düsseldorf-Pempelfort als Allee angelegt und nach dem in Düsseldorf geborenen Prinzen Georg von Preußen benannt. Die Prinz-Georg-Straße verläuft beiderseits der nördlichen Düssel, wobei die Stadtplaner des 19. Jahrhunderts das Gewässer an der Prinz-Georg-Straße inmitten einer Grünanlage offenließen, anstatt es wie woanders zu überdecken und zu kanalisieren. Die Straße verlängert die Jacobistraße bis zur Moltkestraße, die in die Stadtviertel der nördlichen Stadterweiterungen des ausgehenden 19. Jahrhunderts führt. Die Stadtplaner des 20. Jahrhunderts ließen unter Leitung von Friedrich Tamms die Prinz-Georg-Straße als eine Nord-Süd-Achse Düsseldorfs verbreitern, damit der „Nord-Süd-Verkehr auf viele Bahnen in die Innenstadt kommen“ konnte.

## Bebauung

### Erhaltene Bauten

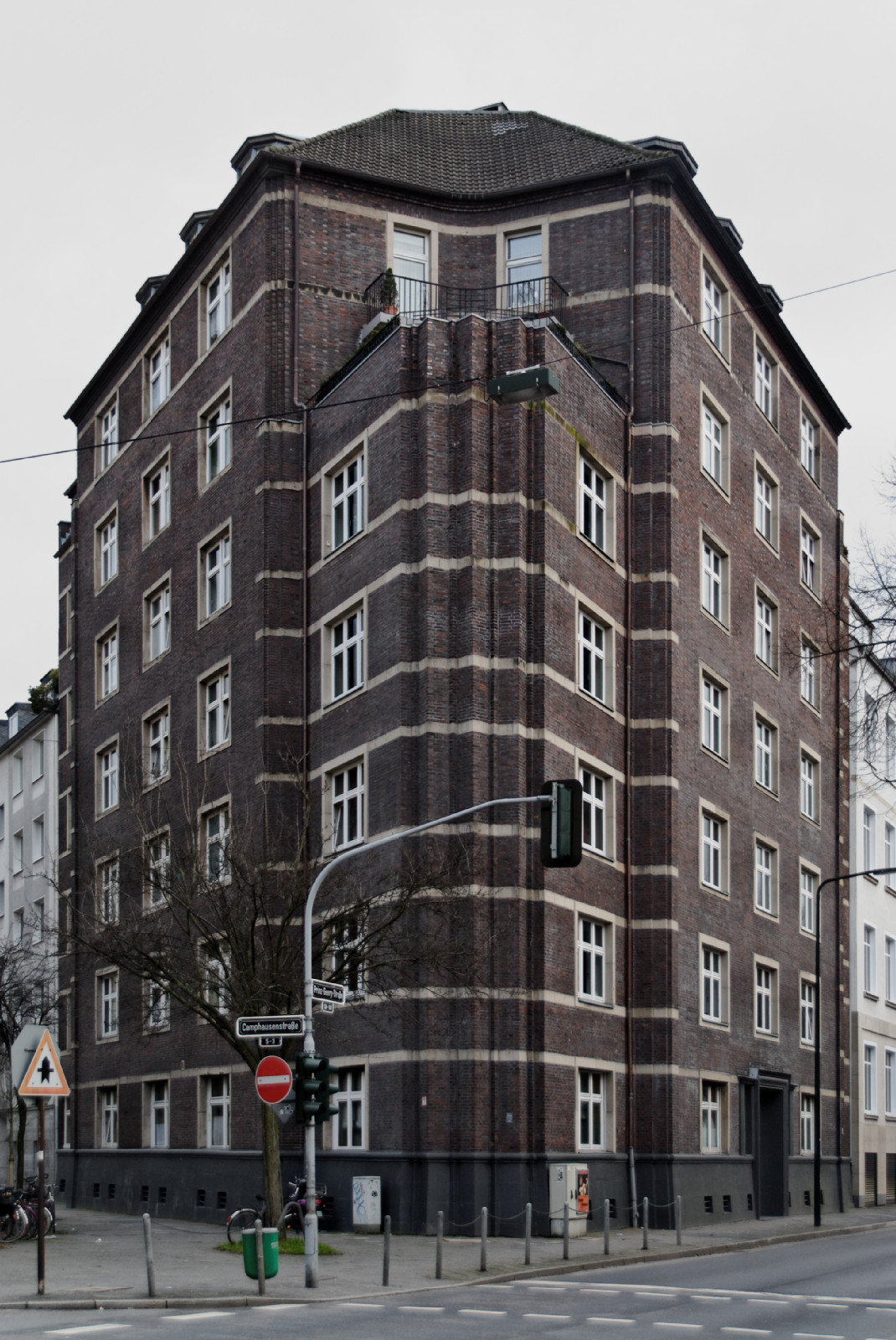
Prinz-Georg-Straße 100

- Die Reformationskirche wurde am 3. November 1963 eingeweiht.[4] Heute ist nur noch das Adventhaus der Siebenten-Tags-Adventisten an der Ecke zur Stockkampstraße übrig.[5] Die 1963 geweihte Kirche direkt nebenan gibt es nicht mehr. Nachdem der Sakralbau eineinhalb Jahre leergestanden hatte, wurde er von einer Ordensgemeinschaft aufgekauft und im Frühjahr 1999 zu einem Obdachlosenwohnheim umgebaut.[6]

Es sind noch wenige Bauten aus der Jahrhundertwende erhalten, die „wegen der qualitätvollen Gestaltung und historischen Bedeutung“ unter Denkmalschutz gestellt wurden.
- Das Hauptstaatsarchivsgebäude an der Prinz-Georg-Straße 78 wurde von 1899 bis 1901 nach Entwürfen von Baurat Bongard und Regierungsbaumeister Kochs erbaut. Am 21. März 1986 wurde der Bau unter Denkmalschutz gestellt.
- Von 1909 bis 1910 wurde das Gebäude an der Prinz-Georg-Straße 7 nach Entwürfen des Architekten Thilo Schneider im Stil des Neobarock erbaut. Am 27. Juni 1984 wurde das Gebäude unter Denkmalschutz gestellt.
- Das dem Deutschen Werkbund zugeschriebene Gebäude Prinz-Georg-Straße 9 wurde 1907 nach Entwürfen des Architekten Thilo Schneider erbaut. Am 14. April 1986 wurde das Gebäude unter Denkmalschutz gestellt.
- Das der Neorenaissance zugeordnete Gebäude Prinz-Georg-Straße 11 wurde von 1906 bis 1907 nach Entwürfen des Architekten Peter Hoenigs erbaut. Am 20. August 1985 wurde das Gebäude unter Denkmalschutz gestellt.
- Die Jugendstil-Gebäude Prinz-Georg-Straße 94–98, Benedikt-Schmittmann-Straße 4 wurden von 1910 bis 1912 nach Entwürfen von Peter Holz erbaut. 1938 wurden diese vom Reichsführer SS und Chef der Deutschen Polizei im Reichsministerium des Inneren  erworben. Hier sollte die Gestapo untergebracht werden. Am 3. März 1997 wurden die Bauten unter Denkmalschutz gestellt.
- Das dem Expressionismus zugeschriebene Wohnhochhaus Prinz-Georg-Straße 100 wurde von 1924 bis 1925 nach Entwürfen von Gustav August Munzer erbaut und gilt als ein frühes Wohnhochhaus in Deutschland. Das Gebäude wurde am 29. Juni 1984 unter Denkmalschutz gestellt.

### Abgegangene Bauten

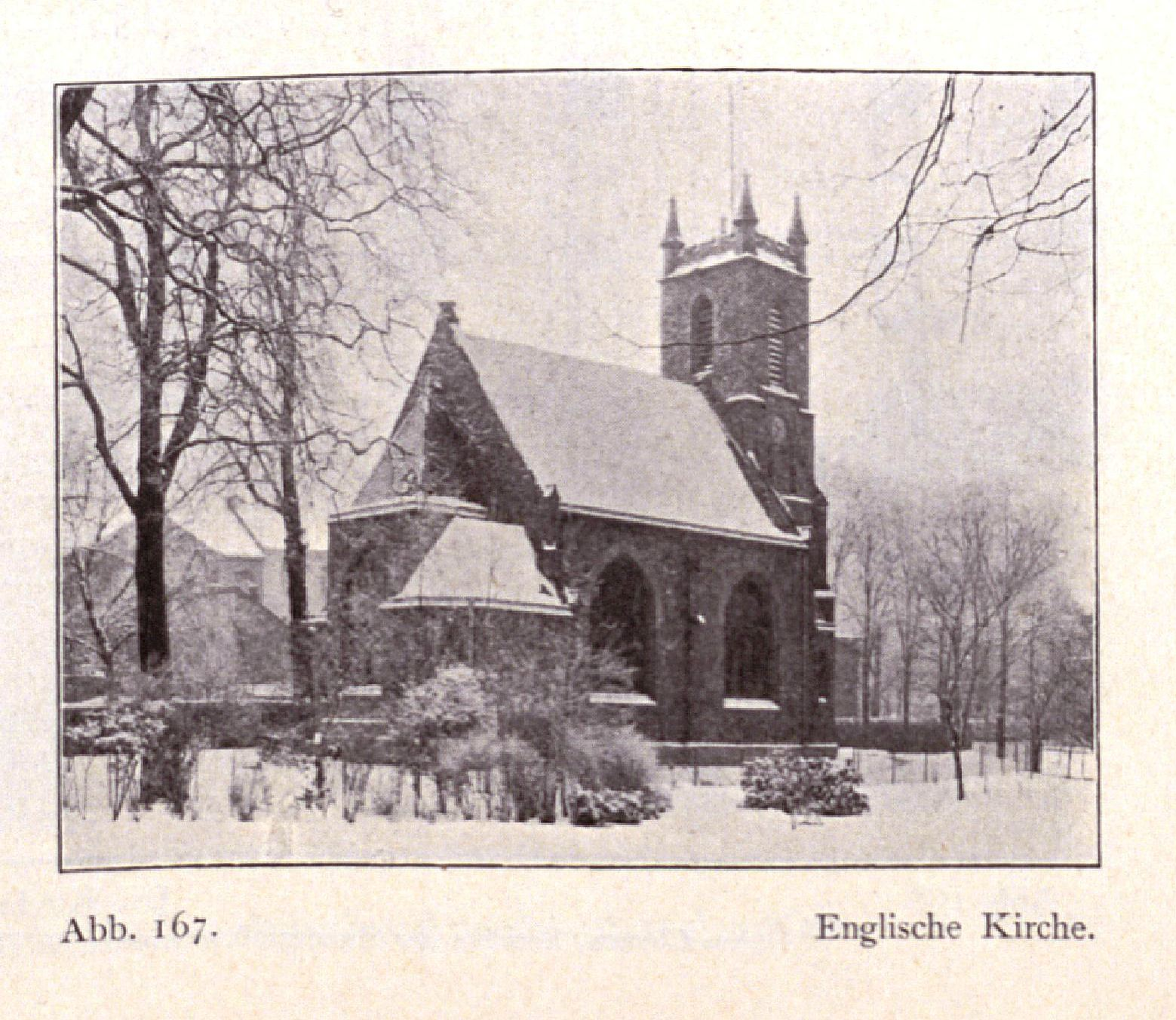
Englische Kirche im Garten des britischen Generalkonsulats an der Prinz-Georg-Straße

- Die kriegszerstörte anglikanische Christ Church an der Prinz-Georg-Straße wurde von der Familie des William Thomas Mulvany gestiftet und von 1897 bis 1899 nach Plänen des Architekten August Zögen im Stil der Neogotik erbaut. Gemeinhin wurde sie Englische Kirche genannt.
- Die kriegszerstörten Gebäude Prinz-Georg-Straße 37, 39 und 41 wurden vor 1907 von Gottfried Wehling aus Düsseldorf als Wohnhäuser erbaut. Erster Eigentümer des Hauses Nr. 41 war der Maler Max Hünten.[8]
- Im April 1944 wurde das Schulgebäude des im Jahre 1906 gegründeten Prinz-Georg-Gymnasiums[9], freiliegend erbaut im Jahre 1896 als Städtische Realschule[10], in der Prinz-Georg-Straße Nr. 80[11][12] durch einen Bombenangriff völlig zerstört.[13] Der rechte Flügelbau, an der Ecke zur Franklinstraße, ist marginal erhalten. Hier befindet sich Heute die Clara-Schumann-Musikschule mit dem Udo-van-Meeteren-Saal.
- Die kriegszerstörten Gebäude Prinz-Georg-Straße 118–122 wurden in der Fachliteratur gewürdigt. Das Haus 122 wurde nach Entwürfen des Architekten Leonhard Sandkaulen vor 1907 erbaut.[14] Der Besitzer war ein Arzt, der in seinem Wohnhaus auch seine Praxis führte. So ist als Bewohner für das Jahr 1938 H. J. Hemmerling, Facharzt für innere Krankheiten, Düsseldorf, Prinz-Georg-Straße 122, belegt.[15][16][17]

Prinz-Georg-Straße 80
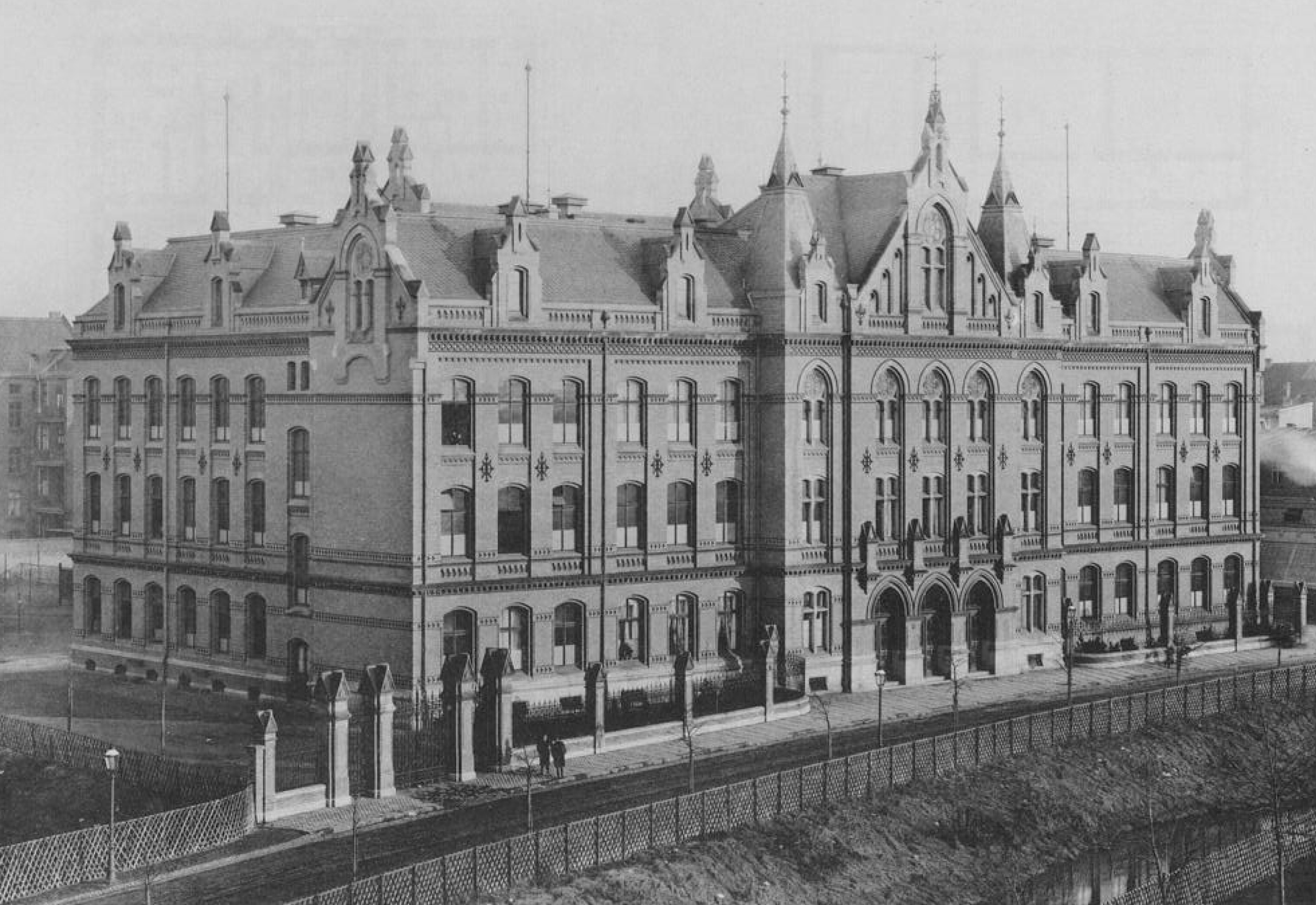
Städtische Realschule an der Prinz-Georg-Straße (1896)
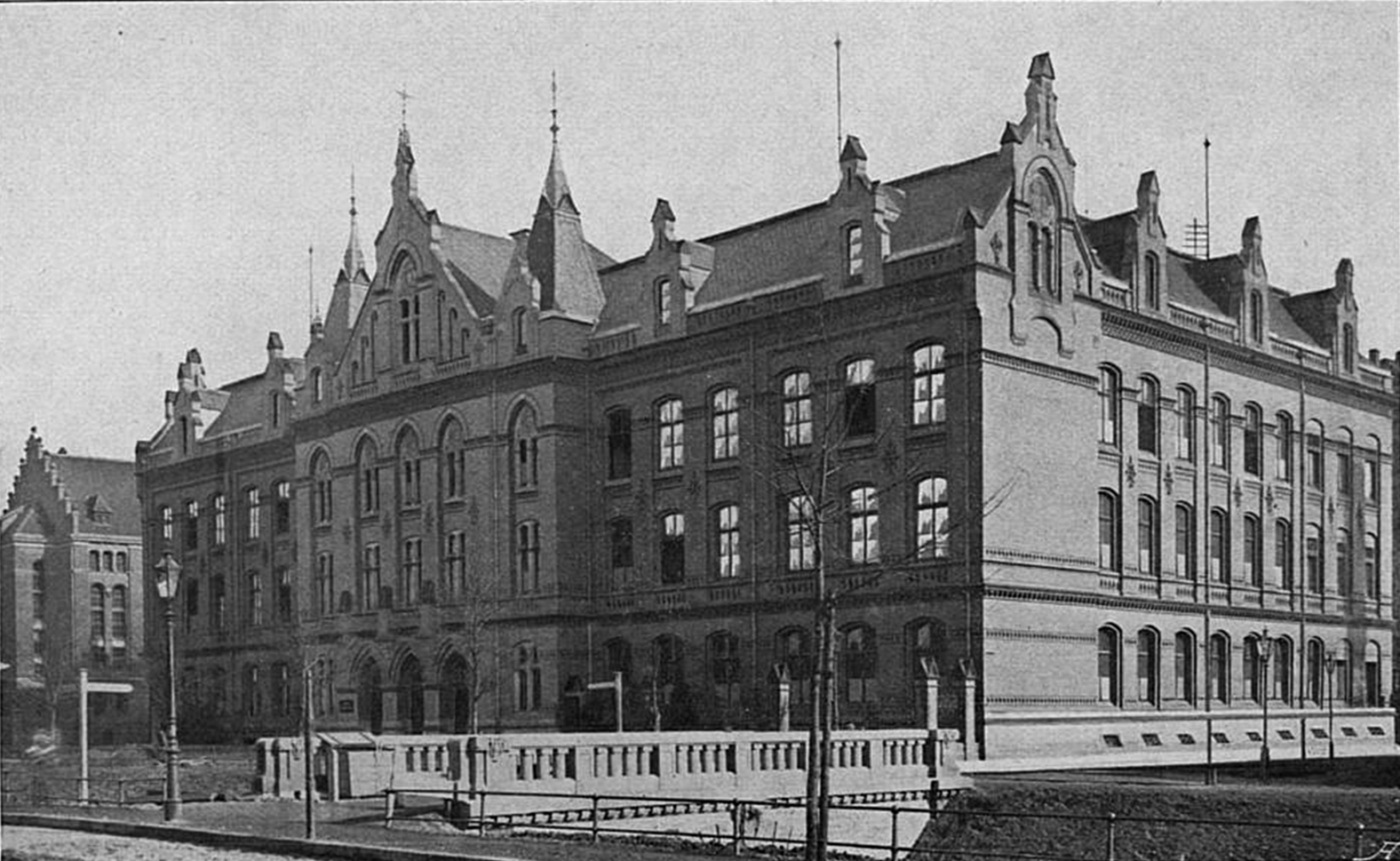
Königliche Prinz Georg-Gymnasium (um 1907)

Schulgebäude des Königlichen Prinz-Georg-Gymnasiums, bis 1944 an der Prinz-Georg-Straße 80 gelegen, nannte sich ab 1946 Max-Planck-Gymnasium und wurde nach Stockum verlegt:

„Das Schulhaus wurde von allen Seiten freiliegend errichtet. Die Hauptansicht an der Prinz-Georgstraße hatte eine Gesamtlänge von 58,50 m, wovon 19,50 m auf das mittlere Hauptrisalit entfallen; die beiden Flügelbauten an der Franklin- und nach der Stockkamp-Strasse gelegen messen 34,77 bezw. 29,42 m in der Länge, wovon wieder je 7,37 m auf die beiden an den beiden genannten Strassen ausgeführte Risalite kommen. Die Tiefe des Gebäudes beträgt an der Prinz Georg-Strasse 10,99 bezw. 13,19 m, an der Franklin-Strasse 10,36 bezw. 12,21 m, bei dem an der Dockkamp-Strasse gelegenen Flügel 10,36 bezw. 10,62 m. Der an das 9,58 m breite, 8,70 m lange Haupttreppenhaus anschliessende mittlere Ausbau, in welchem die Turnhalle und die Aula untergebracht sind, hat eine Länge von 22,30 m, eine Breite von 13,80 m. Zwischen diesem Ausbau und den seitlichen Flügelbauten des Hauses sind Höfe angeordnet […]. Das Schulhaus hat eine bebaute Grundfläche von 1533 qm. Es besteht im allgemeinen aus Kellergeschoss, Erdgeschoss, erstem und zweitem Stockwerk und Dachgeschoss. […].“

Prinz-Georg-Straße 118–122
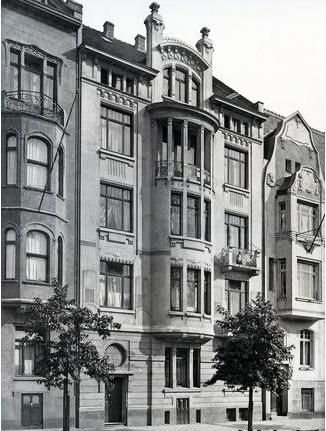
118
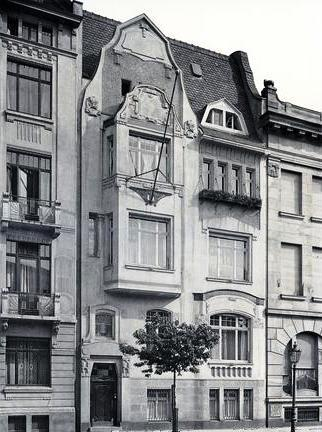
120
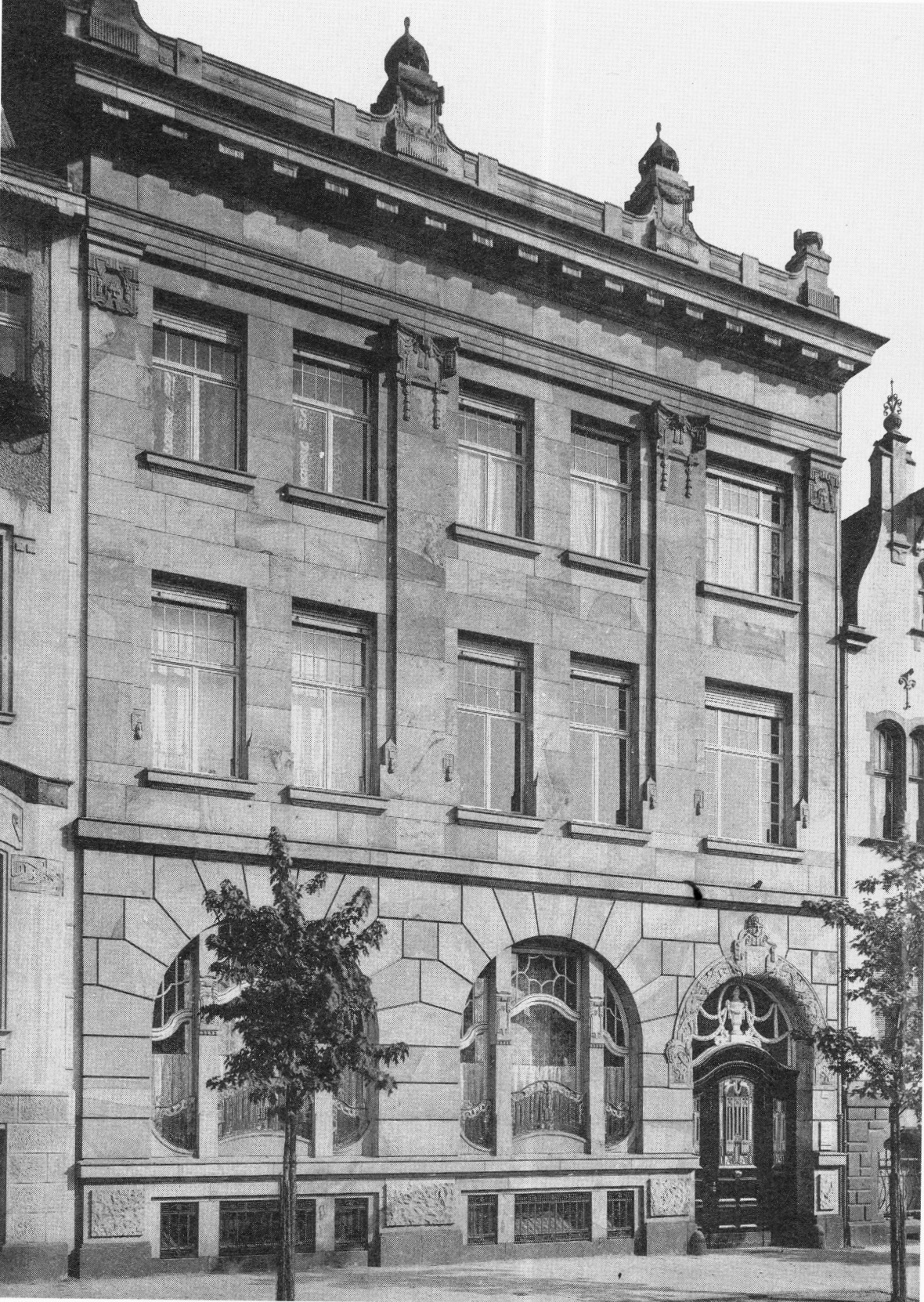
122

Die Außenarchitektur zeigte aufwändige architektonische Details:

„Die aufwändig mit Thüringer Sandstein verblendete Fassade des dreistöckigen Einzelfamilienhauses in Düsseldorf, Prinz-Georg-Straße 122, zeigt im Erdgeschoß Quaderwerk mit eingeschnittenen Fugen und rundbogig geschlossenen Öffnungen des Einfahrttors und der breiten, durch Steinpfosten geteilten Fenster. Die beiden oberen Geschosse werden durch Pilaster mit modern aufgefaßten Kapitellen durchsetzt, welche gerade überdeckte Fenster zwischen sich einschließen und ein Gebälk samt Attika tragen. Der Bau ist von Architekt Leonhard Sandkaulen entworfen und ausgeführt.“

Die Innenarchitektur war zweckmäßig, besonderer Wert wurde auf die Verbindungen innerhalb des Hauses gelegt: „Das Erdgeschoß enthält außer dem ärztlichen Warte- und Sprechzimmer des Besitzers, das Eßzimmer in Verbindung mit einem Wintergarten, die Anrichte und dem zur Küche in das Kellergeschoss führenden Aufzug, sowie die von der Durchfahrt zugängliche Diele, aus welcher eine freiliegende Treppe bis zum ersten Obergeschoss emporführt. Über dem hinteren Teile der Durchfahrt hat sich ein als Garderobe dienendes Zwischengeschoss ergeben, welches durch eine Wendeltreppe mit dem Erd- und Kellergeschoss in Verbindung gesetzt ist. Auf die beiden Obergeschosse sind die Gesellschafts-, Wohn- und Schlafzimmer verteilt, während der Dachraum für die Waschküche, Kammer für Dienstboten und Trockenböden ausgenutzt ist.“
- Die kriegszerstörten Etagenwohnhäuser 81 und 83 wurden von der Baufirma Florack Söhne erbaut.

Prinz-Georg-Straße 81–83
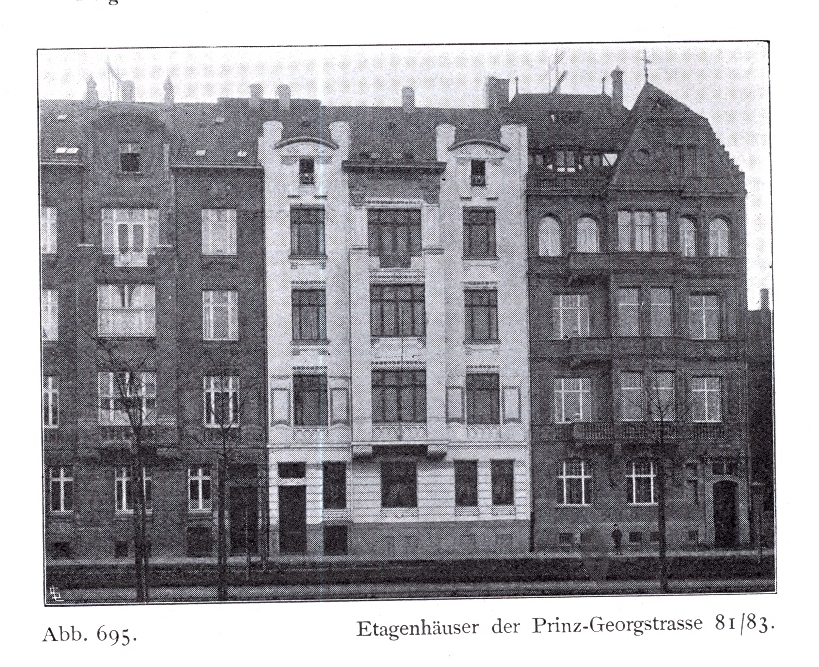
Fassade
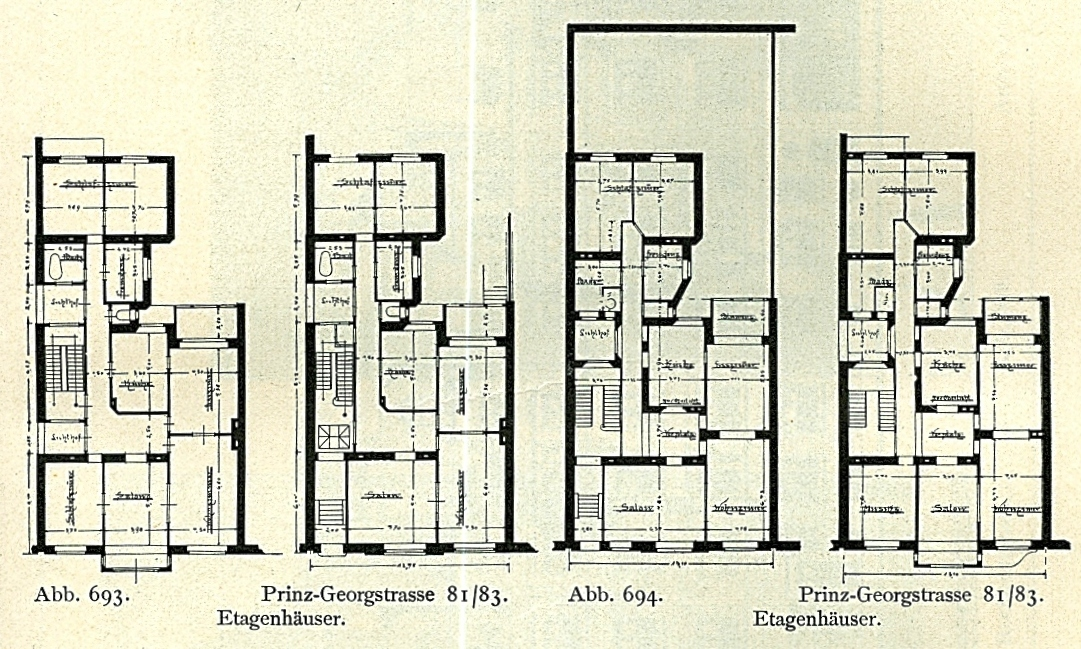
Grundriss

„Zwei Grundrisslösungen mit Flügelbau und eingeschaltetem Lichthof (Abb 693 und 694) zeigen die Häuser Prinz-Georgstrasse 81 und 83 von der Baufirma Florack Söhne (Abb. 695)“

- Das kriegszerstörte Wohnhaus Prinz-Georg-Straße 17 wurde in der Architekturfachliteratur von Ernst Wasmuth Berlin 1905, gewürdigt. Erbaut wurde das Wohnhaus nach Entwürfen des Architekten Bernhard Budde.

Prinz-Georg-Straße 17
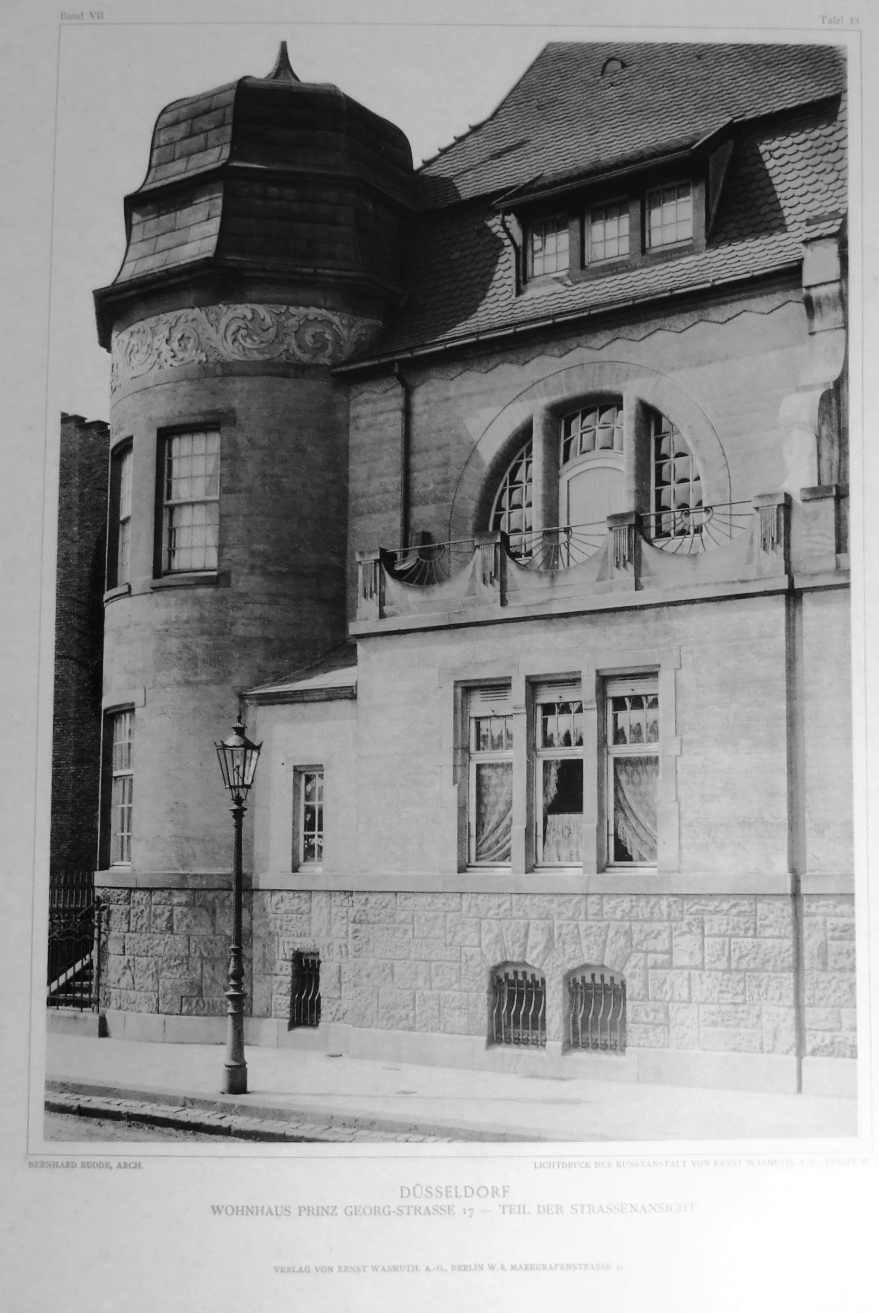
Ostfassade
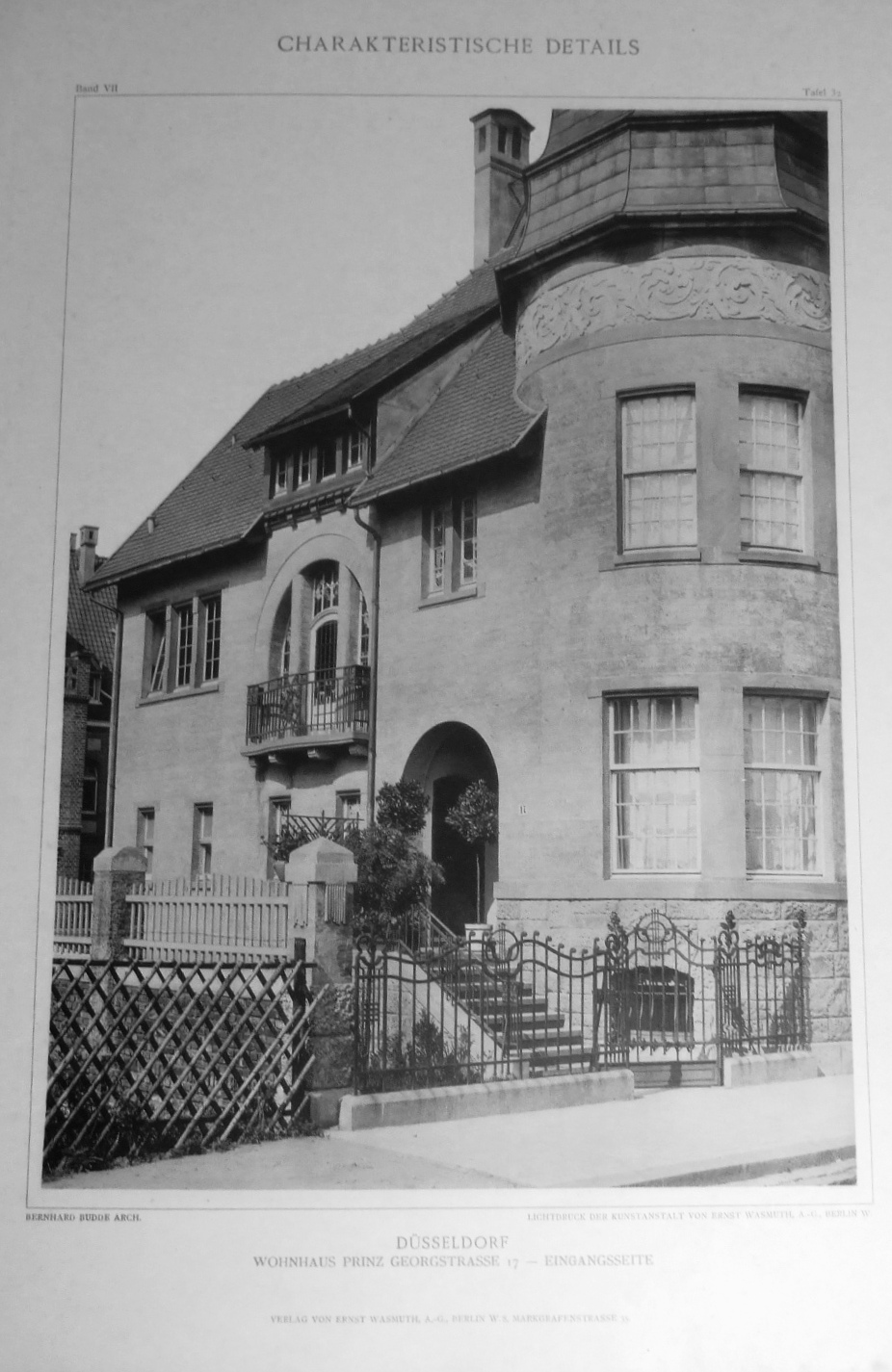
Südfassade